# 23 Thalia
23 Thalia (in italiano 23 Talia) è un grande asteroide della Fascia principale.
Thalia fu scoperto il 15 dicembre 1852 da John Russell Hind grazie al telescopio da 7 pollici dell'osservatorio privato di George Bishop (di cui era direttore) al Regents Park di Londra, Regno Unito. Fu battezzato così in onore di Talia, la musa della commedia e della poesia bucolica nella mitologia greca.